# Monléon-Magnoac
 Monléon-Magnoac  es una comuna y población de Francia, en la región de Mediodía-Pirineos, departamento de Altos Pirineos, en el distrito de Tarbes y cantón de Castelnau-Magnoac.
Su población en el censo de 1999 era de 363 habitantes.
Está integrada en la Communauté de communes du Magnoac.

## Demografía
| 526 | 550 | 511 | 428 | 385 | 363 |
| Para los censos de 1962 a 1999 la población legal corresponde a la población sin duplicidades (Fuente: INSEE [Consultar]) |     |     |     |     |     |